# Cambridge Gate
Cambridge Gate, édifié en 1876-1880, est un immeuble de très grand standing situé à l’est de Regent's Park dans le quartier de Camden à Londres.
C'est certainement la plus "haussmannienne" des résidences construites autour du parc.

## Histoire

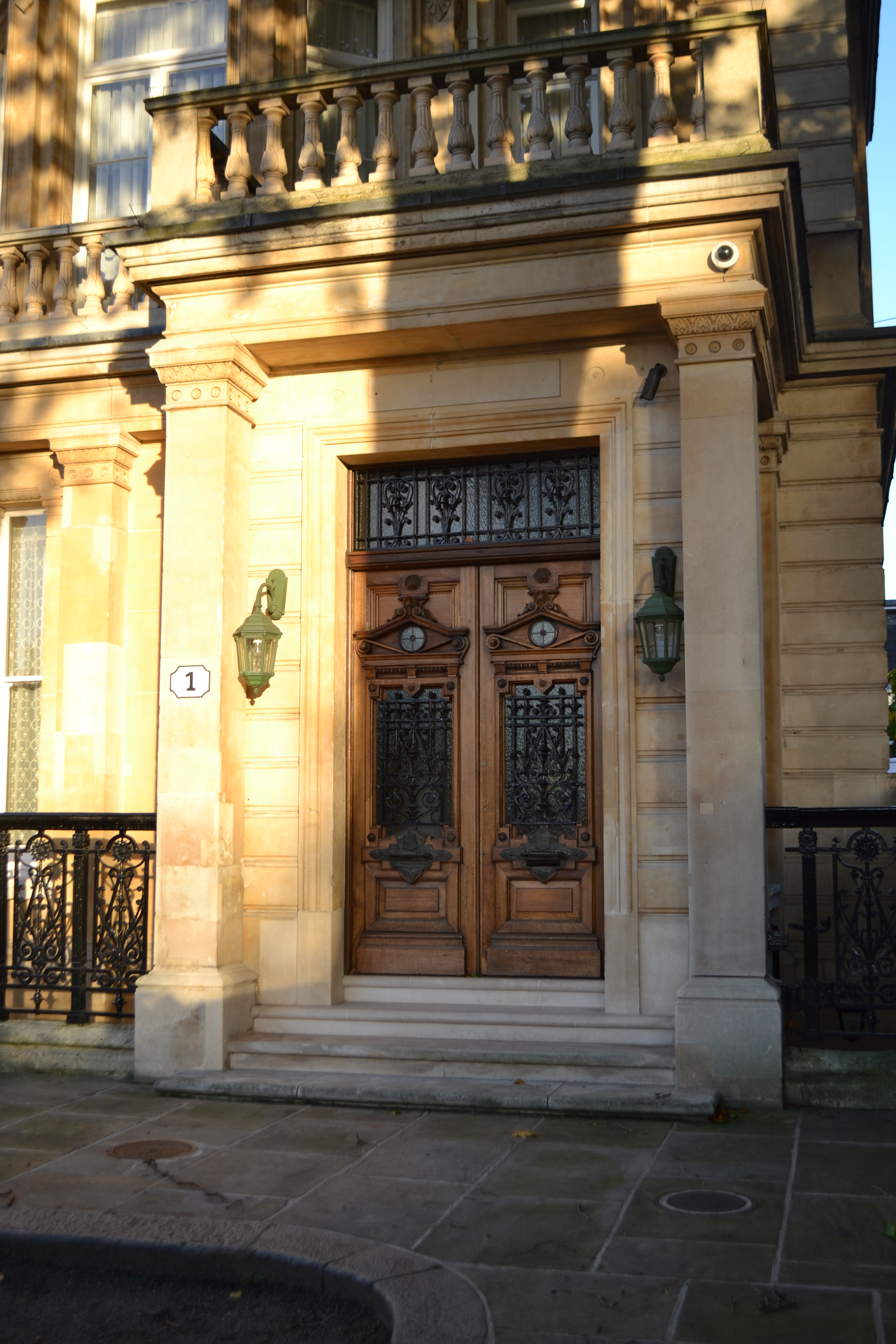
Entrée du no 1, Cambridge Gate, Regent's Park, Londres.

Cambridge Gate fut construit sur le site du Colosseum, un bâtiment édifié en 1827 dans le but d'y exposer une vue panoramique de Londres réalisée d’après des dessins faits du haut de la cathédrale St-Paul. Le Colosseum fut détruit en 1874.